# Tchebourachka va à l'école
Tchebourachka va à l'école (Чебурашка идёт в школу, Tchebourachka idiot v chkolou) est un film d'animation soviétique réalisé par Rostislaw Katchanov, sorti en 1993.

## Fiche technique
- Titre : Tchebourachka va à l'école[1]
- Titre original : Чебурашка идёт в школу (Tchebourachka idiot v chkolou)
- Réalisation : Rostislaw Katchanov
- Scénario : Ella Ouspenski, Rostislaw Katchanov
- Musique : Vassili Chaïnski
- Pays d'origine : Russie
- Format : Couleurs - 35 mm - Mono
- Genre : conte merveilleux
- Durée : 9 minutes
- Date de sortie : 1993

## Distribution

### Voix originales
- Viktor Livanov : Guena le crocodile
- Kseniya Roumianova : Tchebourachka
- Yuliya Andreïev : Chapeau-Claque
- Guennadi Bourkov
- Anna Lenkov